# 李悦 (1962年)
李悦（1962年6月—），女，满族，吉林伊通人，1984年毕业于东北师范大学生物系细胞遗传专业，中华人民共和国政治人物。2014年8月任吉林省统计局局长，2018年1月任吉林省人民政府副省长，2021年5月任中共吉林省委常委、统战部部长，2022年1月当选为吉林省政协副主席，同年5月卸任省委统战部部长职务，同年6月不再担任中共吉林省委常委。